# Alena Marx
Alena Marx, född 21 december 2000 i Bern, är en schweizisk kanotist som tävlar i kanotslalom.

## Karriär
Marx tävlade för Schweiz vid olympiska sommarspelen 2020 i Tokyo, där hon slutade på 16:e plats i C-1.
I maj 2024 tog Marx guld i både kajakcross och den nya grenen individuell kajakcross vid EM i Tacen.